# Siljansringen
Siljansringen i Dalarna i Sverige er Europas største nedslagskrater (astroblem) med en diameter på ca. 52 km.
Krateret dannedes, da en meteorit med en omkreds på cirka 4 km slog ned og ramte jorden under devontiden for 360-368 millioner år siden. Siljansøens form er et direkte resultat af kraterets udseende. Nedslagets effekter ses også tydeligt i undergrunden i området, hvor de ordoviciske og siluriske bjergarter ligger som en ring omkring Siljan.